# Bednjica
Bednjica is een plaats in de gemeente Lepoglava in de Kroatische provincie Varaždin. De plaats telt 220 inwoners (2001).